# Institut für Fisch und Fischereierzeugnisse Cuxhaven
Das Institut für Fische und Fischereierzeugnisse Cuxhaven (kurz: IFF CUX) mit Sitz in Cuxhaven ist eines von sechs Instituten des Niedersächsischen Landesamtes für Verbraucherschutz und Lebensmittelsicherheit (LAVES), das im Rahmen der amtlichen Lebensmittelüberwachung tätig ist. Das Institut ist zuständig für die amtliche Untersuchung und rechtliche Beurteilung von Fischen, Krebs- und Weichtieren sowie deren Erzeugnissen aus Niedersachsen.

## Beschreibung und Organisation
Das IFF CUX  widmet sich schwerpunktmäßig der Untersuchung von Fischen, Krebs- und Weichtieren sowie den Erzeugnissen daraus. Zu den wesentlichen Aufgaben des Untersuchungsinstituts gehören die Probenuntersuchungen, Akkreditierungsanforderungen, das Verfassen von Stellungnahmen und Berichten sowie das Ausrichten von Aus- und Fortbildungen.
Für den menschlichen Verzehr befinden sich im Handel weltweit ca. 2.500 Arten von Fischen, Krebs- und Weichtieren. Fische und Fischereierzeugnisse gehören zu besonders sensiblen und leicht verderblichen Lebensmitteln. Bei der Aufzucht, Verarbeitung und Lagerung müssen Betriebe daher Hygienestandards einhalten. Durch verdorbene Ware kann es nach einem Verzehr zu gesundheitlichen Gefahren für den Verbraucher kommen.
Im IFF CUX werden jährlich rund 4.000 Proben untersucht. Sie stammen aus amtlichen Planproben aus Niedersachsen, aus niedersächsischen Muschelerzeugungsgebieten sowie aus den Grenzkontrollstellen Niedersachsens und Bremens. Darüber hinaus werden auch Probenuntersuchungen für die Länder der Norddeutschen Kooperation – NOKO – dem Untersuchungsverbund der Landeslabore der norddeutschen Länder Berlin, Brandenburg, Bremen, Hamburg, Mecklenburg-Vorpommern, Niedersachsen und Schleswig-Holstein durchgeführt. Das IFF CUX ist in diesem Verbund Kompetenzzentrum für Fische und Fischereierzeugnisse sowie Schwerpunktlabor für diverse Untersuchungsparameter. Geleitet wird das Institut seit 2005 von Edda Bartelt und beschäftigt derzeit (2022) 32 Mitarbeiter. Jedes Jahr werden im IFF CUX Auszubildende zu Chemielaboranten angenommen und ausgebildet.

## Aufgaben
Im IFF CUX werden jährlich fast 4.000 Proben aus etwa 3.500 Aufträgen auf verschiedene Parameter untersucht. Daraus ergeben sich rund 15.000 Untersuchungen.
Da es sich bei Fischen und Fischereierzeugnissen um ein leicht verderbliches Lebensmittel handelt, wird besonders auch die Frische dieser Waren im IFF CUX untersucht. Zu den speziellen Aufgaben im IFF CUX gehören zum Beispiel:
- Fischartendifferenzierung: Ist der Fisch auf dem Tisch wirklich der exotische Edelfisch[4] oder liegt hier ein Betrug vor?
- Untersuchung auf (Fremd-)Wassergehalt in Fischen und Fischereierzeugnissen und auf Verwendung wasserbindender Substanzen[5]
- Schadstoffmonitoring von Flussfischen: Können selbst gefangene Fische aus deutschen Flüssen verzehrt werden?[6]
- Untersuchungen zum Beispiel plötzlich auftretender Fischsterben in der Elbe[7]

Zu den Arbeitsschwerpunkten zählen die chemische, organoleptische, parasitologische und virologische Beurteilung sowie die allgemein-lebensmittelrechtliche Überprüfung von Fischen, Krebs- und Weichtieren und deren Erzeugnisse aus Niedersachsen und Bremen. Einschließlich der durch die Grenzkontrollstellen in Niedersachsen und Bremen in die EU eingeführten Fische und Fischereierzeugnisse.
Amtliche Proben von Muscheln und Muschelerzeugungsgewässern aus dem niedersächsischen Wattenmeer werden nach geltendem Hygienerecht untersucht. Das IFF CUX ist auch für die Überwachung der niedersächsischen Aquakulturen im Rahmen des europaweiten Rückstandskontrollplanes zuständig und leistet zusätzlich Forschungs- und Entwicklungsarbeit auf dem Gebiet der Aquakulturen. Die Überwachung der Umweltradioaktivität landesweit für Fischereierzeugnisse und regional in Lebensmitteln, gehört ebenfalls in den Zuständigkeitsbereich des IFF CUX.
Die Mitarbeiter des Instituts werden um Mitwirkung bei der Hygieneüberwachung von EU-zugelassenen Fischverarbeitungsbetrieben, Verteilzentren, Fangfabrikschiffen sowie Aquakulturbetrieben in Niedersachsen gebeten.
Jedes Jahr lädt das IFF CUX zu einer mehrtägigen Fortbildungsveranstaltung für tierärztliche Sachverständige aus den amtlichen Lebensmittelüberwachungs-Behörden aus Deutschland ein. Themen sind meist die neusten Anforderungen bei der amtlichen Kontrolle von be- und verarbeitenden Betrieben sowie neue Untersuchungstechniken in diesem Spezialbereich der Lebensmittelproduktion. Die Umsetzung der Hygienestandards in den Betrieben wird von den Lebensmittelüberwachungsbehörden amtlich kontrolliert.

## Entwicklung
Die Niedersächsische Landesregierung investierte 2009 rund 6,25 Mio. Euro in den Um- und Neubau des Institutes für Fisch und Fischereierzeugnisse in Cuxhaven. Während der feierlichen Eröffnung 2010 wies die damalige Niedersächsische Ministerin für Ernährung, Landwirtschaft, Verbraucherschutz und Landesentwicklung Astrid Grotelüschen auf die Bedeutung dieser besonderen Untersuchungseinrichtung hin.
Der Neubau umfasst 21 Laborräume sowie Kühl-, Gefrierräume und Büros auf einer Fläche von 524 Quadratmetern. Das bisherige 40 Jahre alte Institutsgebäude wurde nicht nur räumlich umgestaltet, sondern es konnten verbesserte Arbeitsbedingungen bei einigen Spezialuntersuchungen geschaffen werden und das Gebäude wurde nach neuesten Standards einer wirtschaftlichen Energieversorgung umgebaut.

## Leitung des Instituts
- 1996 – 2004 Frerk Feldhusen
- Seit 2005 Edda Bartelt

## Besondere Forschungsprojekte
2020 wurde der Abschlussbericht für das durch das Bundesministerium für Ernährung und Landwirtschaft geförderte Forschungsvorhaben „Entwicklung eines mobilen Fischtransportsystems mit integrierter Wasseraufbereitung“ vorgelegt. Ziel dieses Projektes war es die Wasserqualität während des Lebendfischtransportes zu verbessern. Durch die spezifische Verwendung moderner und kompakter Wasseraufbereitungstechnik wird ein schonenderer und wirtschaftlicherer Transport unter Berücksichtigung der Lebensmittelsicherheit ermöglicht. Das IFF CUX war 2017 und 2018 Teil der von Europol und INTERPOL koordinierten Operation OPSON VII zur Bekämpfung von Lebensmittelbetrug mit dem Schwerpunkt „Betrug bei Thunfisch“. Hierbei wurden in 205 Kontrollen 155 Tonnen frischer und gefrorener Thunfisch auf illegale Färbung kontrolliert, welche sich in 15 Fällen bestätigte.
2016 nahm das IFF CUX an einem europaweit koordinierten Kontrollprogramm für Deutschland teil. Hierbei ging um Lebensmittelbetrug und Lebensmittelverfälschung („Food Fraud“) bei der Vermarktung von Fischen. Das Ergebnis bei dieser europaweiten Untersuchung war für Deutschland erfreulich, denn bei 88 Prozent der Proben konnten die angegebenen Fischarten durch die Untersuchungen bestätigt werden. Bei allerdings 10 Prozent der Proben konnte die genaue Fischart nicht zweifelsfrei nachgewiesen werden.